# Edifici d'habitatges al carrer del Progrés, 2 (Vic)
L'Edifici d'habitatges al carrer del Progrés, 2 és una obra eclèctica de Vic (Osona) protegida com a Bé Cultural d'Interès Local.

## Descripció
Es tracta d'un edifici cantoner amb planta baixa, entresòl i tres pisos. Els diferents pisos estan separats per motllures. A la part baixa la façana rep un tractament imitant carreus de pedra, la resta està pintada. A l'entresòl trobem finestrals amb arc escarser. Al pis principal hi ha un balcó corregut amb frontons damunt de les balconeres, mentre que al segon pis els balcons són independents. El darrer pis té finestres. L'edifici està coronat amb un ràfec.